# Ochsental (Silvretta)

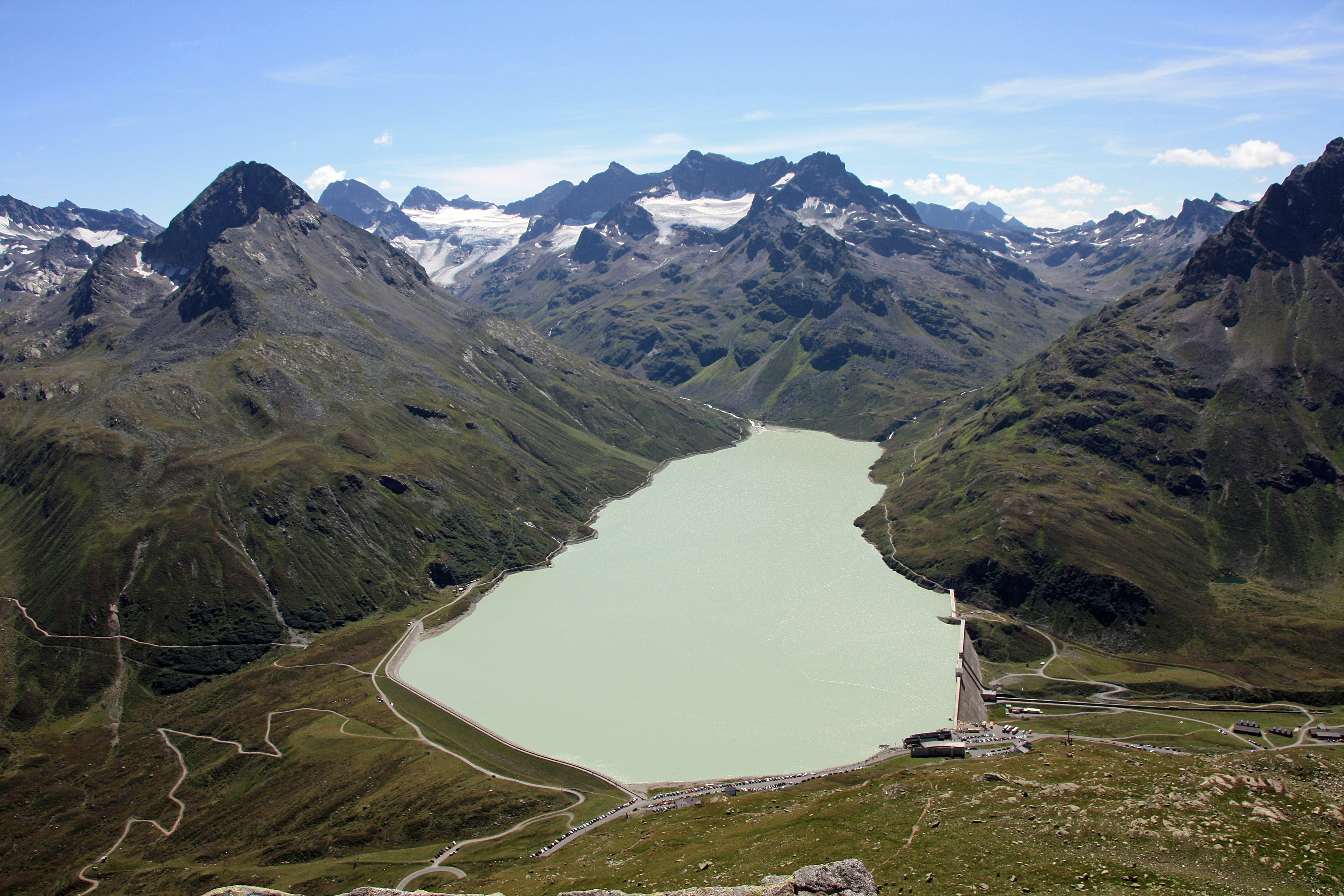
Blick ins Ochsental von Norden über den Silvretta-Stausee (Ochsental biegt nach dem Stausee nach links ab)

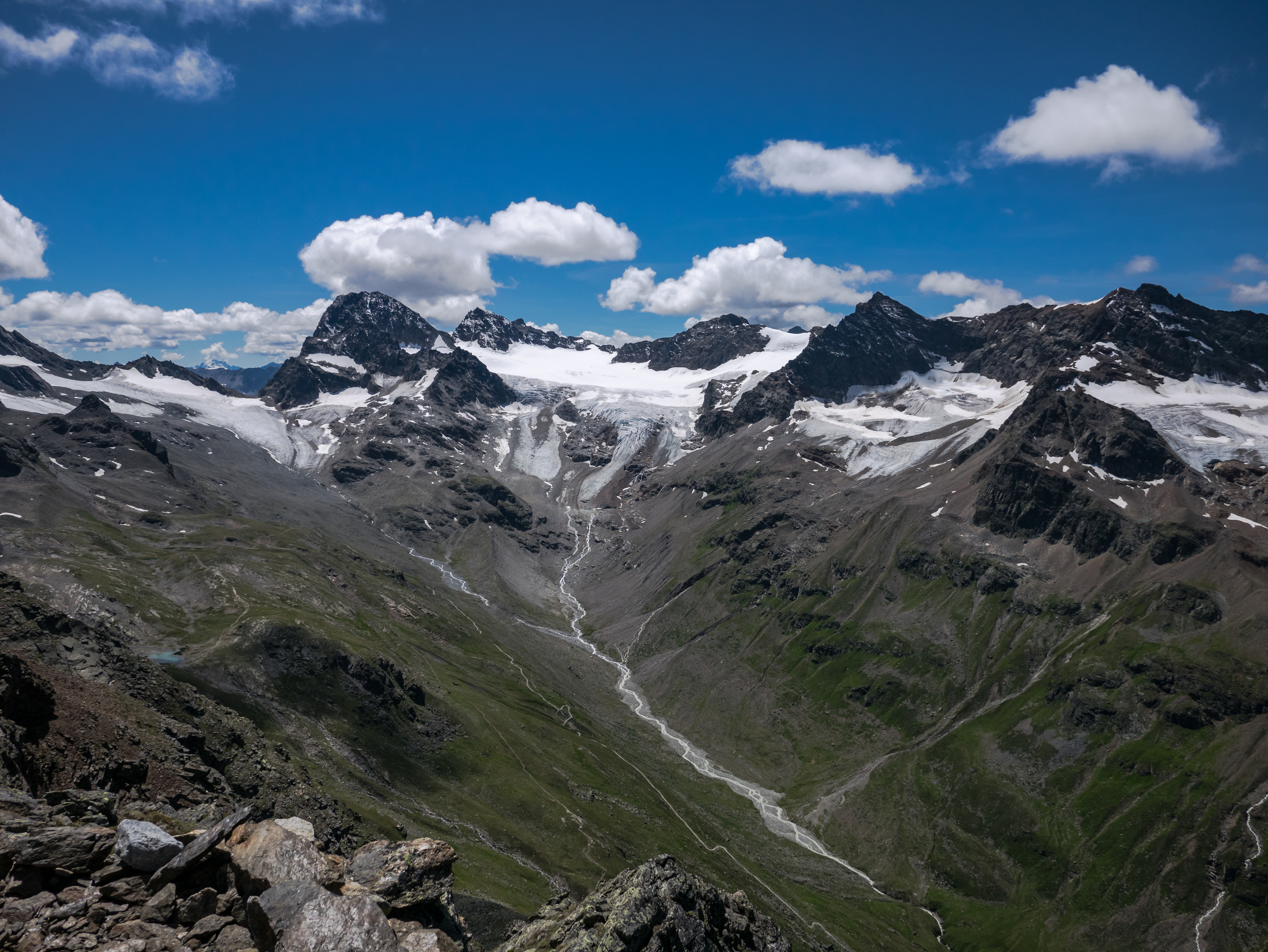
Blick ins obere Ochsental mit Illursprung und Ochsentaler Gletscher

Das Ochsental ist ein hochalpines Tal in der Silvretta, im äußersten Süden des österreichischen Bundeslands Vorarlberg. Am südlichen Talende befindet sich mit dem Ochsentaler Gletscher und dem Piz Buin (3312 m ü. A.) das höchstgelegene Gebiet des Bundeslands sowie der Ursprung der Ill, des zweitlängsten Vorarlberger Flusses. Im unteren, nördlichen Teil des Ochsentals wird die Ill von der illwerke vkw AG zum Silvretta-Stausee aufgestaut.
Am südlichen Ende des Silvretta-Stausees zweigt das durch den Klostertaler Bach gebildete Klostertal südwestlich vom Ochsental ab. Der nördliche Teil des Ochsentals bei der Bielerhöhe ist durch den Silvretta-Stausee die meiste Zeit des Jahres komplett mit Wasser bedeckt. Die ursprünglich ebenfalls im Ochsental liegende eigentliche Bielerhöhe (2021 m ü. A. ⊙) ist ebenfalls unter dem angestauten Wasser verschwunden.
Im Ochsental liegt die Wiesbadener Hütte am Fuße des Piz Buins, von der aus häufig Touren in die umgebende Bergwelt gestartet werden. Politisch gehört das komplette Ochsental zum Gemeindegebiet der Montafoner Gemeinde Gaschurn.
Am südlichen Talende liegen oberhalb der Grünen Kuppe der Vermuntgletscher und der Ochsentaler Gletscher sowie die Gipfel der Dreiländerspitzgruppe (Dreiländerspitze (3197 m ü. A.), Piz Jeramias (3136 m ü. A.) und Piz Mon (2982 m ü. A.)). Am östlichen Bergrücken, der das Ochsental begrenzt, dem Vermuntkamm, verläuft zudem die Rhein-Donau-Wasserscheide zur Bielerhöhe. Den Westkamm des unteren Ochsentals, zum Nachbartal des Schweizer Vermunt (Kromerbachtal) hin, bildet der Nordkamm der Litzner-Seehörner-Gruppe mit den Lobspitzen (Hintere Lobspitze 2873 m ü. A.) über dem See. Der Kamm zwischen oberem Ochsen- und Klostertal sind die Vorberge des Silvrettastocks, die Schattenspitzen ([Große] Schattenspitze 3202 m ü. A.), der Schattenkopf und die Egghörner (Klostertaler Egghorn 3120 m ü. A.). Auch diese Gruppe ist vergletschert (Schattenspitzgletscher, Schneeglockengletscher).